# Grădiștea (gmina w okręgu Braiła)
Grădiștea – gmina w Rumunii, w okręgu Braiła. Obejmuje miejscowości Grădiștea, Ibrianu i Maraloiu. W 2011 roku liczyła 2308 mieszkańców. 